# Мальядор
Мальядор (порт. Malhador)  —  муниципалитет в Бразилии, входит в штат Сержипи. Составная часть мезорегиона Сельскохозяйственный район штата Сержипи. Входит в экономико-статистический  микрорегион Агрести-ди-Итабаяна. Население составляет 12 589 человек на 2006 год. Занимает площадь 102,2 км². Плотность населения — 123,18 чел./км².

## История
Город основан в 1953 году.

## Статистика
- Валовой внутренний продукт на 2004 составляет 28.350.082,00 реалов (данные: Бразильский институт географии и статистики).
- Валовой внутренний продукт на душу населения на 2004 составляет 2.314,29 реалов (данные: Бразильский институт географии и статистики).
- Индекс развития человеческого потенциала на 2000 составляет 0,618 (данные: Программа развития ООН).